# SuperLiga României 2022-2023
Sezonul 2022-2023 al SuperLigii a fost cea de-a 105-a ediție a Campionatului de Fotbal al României, și a 85-a de la introducerea sistemului divizionar. A început pe 15 iulie 2022, și s-a încheiat pe 28 mai 2023. Acest sezon a adus introducerea utilizării arbitrilor asistenți video (VAR).
Întrucât România nu și-a schimbat poziția în clasamentul coeficienților UEFA, rămânând pe locul 25, SuperLiga României a trimis tot campioana în turul I preliminar al Ligii Campionilor 2023-24, și trei echipe în turul II preliminar al Europa Conference League 2023-24, dintre care una fiind câștigătoarea Cupei României.
FCV Farul Constanța a câștigat pentru a doua oară titlul de campioană, primul venind la sfârșitul sezonului 2016-2017, pe vremea când echipa se numea Viitorul Constanța. Astfel, Farul a încheiat seria de cinci titluri consecutive obținute de CFR Cluj între 2018 și 2022. Croatul Marko Dugandžić a devenit în premieră golgheterul campionatului după ce a marcat 22 de goluri pentru CFR Cluj și Rapid București, fiind al cincilea străin din istorie care reușește această performanță.

## Echipe

### Schimbări

#### Echipele promovate în SuperLigă
Pe 9 mai 2022, cu o etapă înaintea finalului play-off-ului Ligii a II-a 2021-2022, după o victorie, 2-0, contra echipei Concordia Chiajna, Petrolul Ploiești și-a asigurat matematic promovarea în Superligă. Echipa ploieșteană va participa în SuperLiga României pentru prima dată din sezonul 2015-2016, la finalul căreia clubul a terminat pe ultima poziție și a retrogradat în Liga a II-a.
Cel de-al doilea club promovat a fost FC Hermannstadt după ce a obținut un rezultat de egalitate, 0-0, în ultima etapă a play-off-ului Ligii a II-a 2021-2022, contra echipei CSA Steaua București, și a terminat sezonul pe locul 2, cu 4 puncte peste următoarea clasată, Universitatea Cluj. Clubul sibian revine în Superligă după un sezon, retrogradând la finalul campaniei 2020-2021 după ce a pierdut barajul de promovare/menținere.
Cel de-al treilea club care a obținut promovarea a fost Universitatea Cluj, cel care a câștigat barajul de promovare contra echipei Dinamo București cu scorul general de 3-1. Șepcile roșii revin astfel în prima ligă după șapte ani, clubul retrogradând la finalul sezonului 2014-2015, ulterior întrând in faliment.

#### Echipele retrogradate înLiga a II-a
Problema echipelor care trebuiau să retrogradeze în sezonul trecut a fost rezolvată cu mult timp înainte de finalul campionatului după ce ambele echipe Academica Clinceni și Gaz Metan Mediaș se confruntau cu probleme financiare. Ambele cluburi au fost penalizate cu puncte în clasament, Clinceni a fost depunctată cu 30 de puncte, în timp ce Gaz Metan a primit un record de 72 de puncte de penalizare, terminând sezonul cu -46 de puncte în clasament. Clinceni retrogradează după 3 sezoane consecutive petrecute în prima ligă, iar Gaz Metan după 6 sezoane consecutive.
Cea de-a treia echipă care a retrogradat a fost Dinamo București, cea care a pierdut barajul de promovare/menținere în SuperLiga României contra formației Universitatea Cluj cu scorul general de 1-3. A doua cea mai titrată echipă a României din punct de vedere al numărului de trofee obținute, Dinamo suferă prima retrogradare din istoria de 74 de ani a clubului.

### Stadioane
| FCSB                     | Universitatea Craiova | FC Universitatea 1948 | Universitatea Cluj             |
| ------------------------ | --- | --- | ------------------------------ |
| Arena Națională          | Ion Oblemenco | Ion Oblemenco | Cluj Arena                     |
| Capacitate: 55.634       | Capacitate: 30.944 | Capacitate: 30.944 | Capacitate: 30.201             |
|                          | | |                                |
| CFR Cluj                 | Petrolul Ploiești | Argeș Pitești | Rapid București                |
| Dr. Constantin Rădulescu | Ilie Oană | Nicolae Dobrin | Superbet Arena Giulești        |
| Capacitate: 17.408       | Capacitate: 15.073 | Capacitate: 15.000 | Capacitate: 14.047             |
|                          | | |                                |
| Hermannstadt             | BucureștiUniversitateaCFRUniversitateaFCU 1948BotoșaniPetrolulSepsiArgeșChindiaUTAFarulHermannstadtMioveniVoluntariEchipele din București: · FCSB · RapidSuperLiga României 2022-2023 (România) FCSBRapid Locațiile echipelor din București. | BucureștiUniversitateaCFRUniversitateaFCU 1948BotoșaniPetrolulSepsiArgeșChindiaUTAFarulHermannstadtMioveniVoluntariEchipele din București: · FCSB · RapidSuperLiga României 2022-2023 (România) FCSBRapid Locațiile echipelor din București. | UTA Arad                       |
| Municipal (Sibiu)        | BucureștiUniversitateaCFRUniversitateaFCU 1948BotoșaniPetrolulSepsiArgeșChindiaUTAFarulHermannstadtMioveniVoluntariEchipele din București: · FCSB · RapidSuperLiga României 2022-2023 (România) FCSBRapid Locațiile echipelor din București. | BucureștiUniversitateaCFRUniversitateaFCU 1948BotoșaniPetrolulSepsiArgeșChindiaUTAFarulHermannstadtMioveniVoluntariEchipele din București: · FCSB · RapidSuperLiga României 2022-2023 (România) FCSBRapid Locațiile echipelor din București. | Francisc Neuman                |
| Capacitate: 13.014       | BucureștiUniversitateaCFRUniversitateaFCU 1948BotoșaniPetrolulSepsiArgeșChindiaUTAFarulHermannstadtMioveniVoluntariEchipele din București: · FCSB · RapidSuperLiga României 2022-2023 (România) FCSBRapid Locațiile echipelor din București. | BucureștiUniversitateaCFRUniversitateaFCU 1948BotoșaniPetrolulSepsiArgeșChindiaUTAFarulHermannstadtMioveniVoluntariEchipele din București: · FCSB · RapidSuperLiga României 2022-2023 (România) FCSBRapid Locațiile echipelor din București. | Capacitate: 11.500             |
|                          | BucureștiUniversitateaCFRUniversitateaFCU 1948BotoșaniPetrolulSepsiArgeșChindiaUTAFarulHermannstadtMioveniVoluntariEchipele din București: · FCSB · RapidSuperLiga României 2022-2023 (România) FCSBRapid Locațiile echipelor din București. | BucureștiUniversitateaCFRUniversitateaFCU 1948BotoșaniPetrolulSepsiArgeșChindiaUTAFarulHermannstadtMioveniVoluntariEchipele din București: · FCSB · RapidSuperLiga României 2022-2023 (România) FCSBRapid Locațiile echipelor din București. |                                |
| CS Mioveni               | BucureștiUniversitateaCFRUniversitateaFCU 1948BotoșaniPetrolulSepsiArgeșChindiaUTAFarulHermannstadtMioveniVoluntariEchipele din București: · FCSB · RapidSuperLiga României 2022-2023 (România) FCSBRapid Locațiile echipelor din București. | BucureștiUniversitateaCFRUniversitateaFCU 1948BotoșaniPetrolulSepsiArgeșChindiaUTAFarulHermannstadtMioveniVoluntariEchipele din București: · FCSB · RapidSuperLiga României 2022-2023 (România) FCSBRapid Locațiile echipelor din București. | Sepsi Sf. Gheorghe             |
| Orășenesc (Mioveni)      | BucureștiUniversitateaCFRUniversitateaFCU 1948BotoșaniPetrolulSepsiArgeșChindiaUTAFarulHermannstadtMioveniVoluntariEchipele din București: · FCSB · RapidSuperLiga României 2022-2023 (România) FCSBRapid Locațiile echipelor din București. | BucureștiUniversitateaCFRUniversitateaFCU 1948BotoșaniPetrolulSepsiArgeșChindiaUTAFarulHermannstadtMioveniVoluntariEchipele din București: · FCSB · RapidSuperLiga României 2022-2023 (România) FCSBRapid Locațiile echipelor din București. | Sepsi                          |
| Capacitate: 10.000       | BucureștiUniversitateaCFRUniversitateaFCU 1948BotoșaniPetrolulSepsiArgeșChindiaUTAFarulHermannstadtMioveniVoluntariEchipele din București: · FCSB · RapidSuperLiga României 2022-2023 (România) FCSBRapid Locațiile echipelor din București. | BucureștiUniversitateaCFRUniversitateaFCU 1948BotoșaniPetrolulSepsiArgeșChindiaUTAFarulHermannstadtMioveniVoluntariEchipele din București: · FCSB · RapidSuperLiga României 2022-2023 (România) FCSBRapid Locațiile echipelor din București. | Capacitate: 8.400              |
|                          | BucureștiUniversitateaCFRUniversitateaFCU 1948BotoșaniPetrolulSepsiArgeșChindiaUTAFarulHermannstadtMioveniVoluntariEchipele din București: · FCSB · RapidSuperLiga României 2022-2023 (România) FCSBRapid Locațiile echipelor din București. | BucureștiUniversitateaCFRUniversitateaFCU 1948BotoșaniPetrolulSepsiArgeșChindiaUTAFarulHermannstadtMioveniVoluntariEchipele din București: · FCSB · RapidSuperLiga României 2022-2023 (România) FCSBRapid Locațiile echipelor din București. |                                |
| Chindia Târgoviște       | FC Botoșani | FC Voluntari | Farul Constanța                |
| Eugen Popescu            | Municipal (Botoșani) | Anghel Iordănescu | Central-Academia Gheorghe Hagi |
| Capacitate: 8.400        | Capacitate: 7.782 | Capacitate: 4.600 | Capacitate: 4.545              |
|                          | | |                                |

1. ↑  Universitatea Cluj și-a jucat primele două meciuri de acasă din acest sezon pe Stadionul Gaz Metan din Mediaș, deoarece Cluj Arena a fost folosit pentru festivalul de muzică Untold.[15]
2. ↑  Hermannstadt și-a jucat meciurile de pe teren propriu până în etapa a XIX-a pe Stadionul Gaz Metan din Mediaș, deoarece Stadionul Municipal Sibiu s-a aflat în curs de renovare.[16][17]
3. ↑  Chindia Târgoviște și-a jucat meciurile de pe teren propriu până înainte de ultima etapă a play-out-ului pe Stadionul Ilie Oană din Ploiești, deoarece Stadionul Eugen Popescu se afla în curs de renovare.[16]
4. ↑  FC Voluntari și-a jucat primele două meciuri de acasă din sezon pe Stadionul Orășenesc din Mioveni, deoarece Stadionul Anghel Iordănescu a suferit lucrări de modernizare.[18]
5. ↑  Farul Constanța și-a jucat meciurile de pe teren propriu pe Stadionul Central-Academia Gheorghe Hagi din Ovidiu, deoarece Stadionul Gheorghe Hagi se afla în stare avansată de degradare.[19]

### Personal și statistici
Note:
- Datele statistice sunt bazate pe ceea indică forurile competente de conducere, LPF și UEFA.

| Echipă       | Ultima prom. | Clasare 2021-22 | Antrenor (numire)                     | Căpitan            | Sez. în SuperLigă |
| ------------ | ------------ | --------------- | ------------------------------------- | ------------------ | ----------------- |
| CFR Cluj     | 2004         | 1               | Dan Petrescu (31 august 2021)         | Mário Camora       | 27                |
| FCSB         | 1947         | 2               | Ilias Charalampous (30 martie 2023)   | Darius Olaru       | 74                |
| CSU Craiova  | 2014         | 3               | Eugen Neagoe (3 ianuarie 2023)        | Nicușor Bancu      | 8                 |
| Voluntari    | 2015         | 4               | Liviu Ciobotariu (7 mai 2021)         | Igor Armaș         | 7                 |
| FCV Farul    | 2012         | 5               | Gheorghe Hagi (21 iunie 2021)         | Ionuț Larie        | 10                |
| Argeș        | 2020         | 6               | Bogdan Vintilă (15 martie 2023)       | Marius Constantin  | 46                |
| Sepsi        | 2017         | 7               | Cristiano Bergodi (11 octombrie 2021) | Roland Niczuly     | 5                 |
| Botoșani     | 2013         | 8               | Flavius Stoican (10 decembrie 2022)   | Victor Dican       | 9                 |
| Rapid        | 2021         | 9               | Adrian Mutu (2 martie 2022)           | Cristian Săpunaru  | 67                |
| FCU Craiova  | 2021         | 10              | Nicolò Napoli (9 noiembrie 2022)      | Juan Bauza         | 20                |
| UTA Arad     | 2020         | 11              | Mircea Rednic (25 aprilie 2023)       | Alexandru Benga    | 40                |
| Mioveni      | 2021         | 12              | George Cotigă (26 aprilie 2023)       | Adrian Scarlatache | 3                 |
| Chindia      | 2019         | 13              | Anton Petrea (21 septembrie 2022)     | Cristian Neguț     | 3                 |
| Petrolul     | 2022         | 1 (L2)          | Florin Pârvu (8 februarie 2023)       | Valentin Țicu      | 58                |
| Hermannstadt | 2022         | 2 (L2)          | Marius Măldărășanu (21 iunie 2021)    | Petrișor Petrescu  | 3                 |
| U Cluj       | 2022         | 3 (L2)          | Ovidiu Sabău (2 ianuarie 2023)        | Alexandru Chipciu  | 56                |

Legendă culori:
     CFR Cluj a participat în runda preliminară eliminatorie a Conference League 2022-2023, ea trecând anterior și prin primul tur preliminar al Ligii Campionilor 2022-2023
     FCSB a participat în faza grupelor Conference League 2022-2023
     Sepsi a participat în al treilea tur preliminar al Conference League 2022-2023, iar Universitatea Craiova în play-off
     Promovată din Liga a II-a 2021-2022

#### Schimbări manageriale
| Club                  | Antrenor             | Motivul plecării       | Data plecării      | Durata mandatului           | Înlocuit cu        | Data numirii       |
| --------------------- | -------------------- | ---------------------- | ------------------ | --------------------------- | ------------------ | ------------------ |
| UTA Arad              | Ionuț Badea          | Sfârșitul contractului | 20 mai 2022        | 3 luni și 20 de zile        | Ilie Poenaru       | 23 mai 2022        |
| Chindia Târgoviște    | Emil Săndoi          | Sfârșitul contractului | 7 iunie 2022       | un an, 11 luni și 6 zile    | Adrian Mihalcea    | 7 iunie 2022       |
| Universitatea 1948    | Nicolò Napoli        | Sfârșitul contractului | 7 iunie 2022       | 4 luni și 27 de zile        | Marius Croitoru    | 23 iunie 2022      |
| Botoșani              | Marius Croitoru      | Sfârșitul contractului | 10 iunie 2022      | 2 ani și 11 luni            | Mihai Teja         | 15 iunie 2022      |
| Univ. Craiova         | Laurențiu Reghecampf | Sfârșitul contractului | 12 iunie 2022      | 10 luni și 17 zile          | László Balint      | 13 iunie 2022      |
| FCSB                  | Anton Petrea         | A demisionat           | 26 iulie 2022      | 8 luni și 10 zile           | Nicolae Dică       | 26 iulie 2022      |
| Universitatea Craiova | László Balint        | Demis                  | 9 august 2022      | o lună și 27 de zile        | Mirel Rădoi        | 9 august 2022      |
| Mioveni               | Alexandru Pelici     | Comun acord            | 23 august 2022     | un an, 9 luni și 26 de zile | Flavius Stoican    | 25 august 2022     |
| Universitatea Cluj    | Erik Lincar          | A demisionat           | 24 august 2022     | un an, 3 luni și 13 zile    | Eugen Neagoe       | 25 august 2022     |
| Chindia Târgoviște    | Adrian Mihalcea      | Comun acord            | 20 septembrie 2022 | 3 luni și 13 zile           | Anton Petrea       | 21 septembrie 2022 |
| U 1948                | Marius Croitoru      | Comun acord            | 10 octombrie 2022  | 3 luni și 17 zile           | Nicolò Napoli      | 9 noiembrie 2022   |
| Argeș Pitești         | Andrei Prepeliță     | Demis                  | 26 octombrie 2022  | un an, 9 luni și 27 de zile | Marius Croitoru    | 26 octombrie 2022  |
| UTA Arad              | Ilie Poenaru         | A demisionat           | 1 noiembrie 2022   | 5 luni și 9 zile            | László Balint      | 1 noiembrie 2022   |
| Mioveni               | Flavius Stoican      | Comun acord            | 1 noiembrie 2022   | 2 luni și 7 zile            | Marius Stoica      | 1 noiembrie 2022   |
| FCSB                  | Nicolae Dică         | A demisionat           | 1 noiembrie 2022   | 3 luni și 6 zile            | Leonard Strizu     | 30 noiembrie 2022  |
| Botoșani              | Mihai Teja           | A demisionat           | 10 noiembrie 2022  | 4 luni și 26 de zile        | Mihai Ciobanu      | 17 noiembrie 2022  |
| Univ. Craiova         | Mirel Rădoi          | A demisionat           | 8 decembrie 2022   | 3 luni și 30 de zile        | Eugen Neagoe       | 3 ianuarie 2023    |
| Botoșani              | Mihai Ciobanu        | Comun acord            | 10 decembrie 2022  | 22 de zile                  | Flavius Stoican    | 10 decembrie 2022  |
| Universitatea Cluj    | Eugen Neagoe         | A demisionat           | 26 decembrie 2022  | 4 luni și o zi              | Ovidiu Sabău       | 2 ianuarie 2023    |
| Mioveni               | Marius Stoica        | Comun acord            | 14 ianuarie 2023   | 2 luni și 13 zile           | Nicolae Dică       | 14 ianuarie 2023   |
| Petrolul Ploiești     | Nicolae Constantin   | A demisionat           | 7 februarie 2023   | un an, 8 luni și 12 zile    | Florin Pârvu       | 8 februarie 2023   |
| FCSB                  | Leonard Strizu       | A demisionat           | 2 martie 2023      | 3 luni și 2 zile            | Ilias Charalampous | 30 martie 2023     |
| Argeș Pitești         | Marius Croitoru      | Demis                  | 7 martie 2023      | 4 luni și 12 zile           | Bogdan Vintilă     | 15 martie 2023     |
| UTA Arad              | László Balint        | Comun acord            | 25 aprilie 2023    | 5 luni și 24 de zile        | Mircea Rednic      | 25 aprilie 2023    |
| Mioveni               | Nicolae Dică         | A demisionat           | 26 aprilie 2023    | 3 luni și 12 zile           | George Cotigă      | 26 aprilie 2023    |

## Sezonul regular
În sezonul regular, cele 16 echipe s-au întâlnit de două ori, într-un total de 30 de meciuri pe echipă; partea de sus, primele șase, au avansat în play-off și, partea de jos, restul de 10, au intrat în play-out.

### Meciurile sezonului regular
| Oaspeți ► Gazde ▼                          | PET | ARG | UCV | FCS | CFR | FAR | HER | BOT | CHI | MIO | FCU | RAP | UCJ | SEP | UTA | VOL |
| ------------------------------------------ | --- | --- | --- | --- | --- | --- | --- | --- | --- | --- | --- | --- | --- | --- | --- | --- |
| Petrolul                                   | —   | 2–0 | 0–1 | 0–2 | 2–5 | 1–3 | 2–0 | 2–1 | 1–2 | 0–0 | 1–1 | 1–0 | 2–0 | 1–1 | 2–1 | 0–1 |
| Argeș                                      | 0–1 | —   | 1–0 | 1–2 | 0–1 | 0–0 | 0–1 | 0–2 | 2–1 | 2–2 | 0–2 | 1–1 | 3–1 | 0–5 | 2–0 | 0–0 |
| CSU Craiova                                | 2–1 | 1–0 | —   | 2–1 | 2–0 | 4–3 | 2–0 | 1–0 | 3–0 | 1–0 | 0–2 | 0–1 | 1–0 | 2–2 | 2–1 | 1–1 |
| FCSB                                       | 4–1 | 3–2 | 1–1 | —   | 0–1 | 2–3 | 2–2 | 1–0 | 3–2 | 5–1 | 1–1 | 3–1 | 1–1 | 1–0 | 2–1 | 1–1 |
| CFR Cluj                                   | 1–0 | 3–1 | 2–0 | 0–1 | —   | 1–3 | 0–1 | 0–1 | 2–0 | 4–2 | 3–1 | 1–0 | 4–0 | 2–1 | 2–1 | 4–0 |
| FCV Farul                                  | 2–0 | 3–0 | 2–1 | 3–1 | 0–3 | —   | 0–0 | 8–0 | 0–0 | 2–1 | 2–1 | 2–1 | 2–0 | 2–0 | 2–0 | 2–1 |
| Hermannstadt                               | 2–1 | 1–1 | 1–0 | 0–1 | 2–3 | 4–0 | —   | 1–1 | 0–1 | 3–0 | 1–0 | 0–2 | 0–1 | 1–2 | 0–0 | 2–1 |
| Botoșani                                   | 5–0 | 0–0 | 1–0 | 2–3 | 1–1 | 1–1 | 0–0 | —   | 3–2 | 1–1 | 1–0 | 1–2 | 1–1 | 1–1 | 1–2 | 0–1 |
| Chindia                                    | 2–3 | 1–1 | 1–1 | 0–2 | 0–2 | 1–1 | 1–1 | 2–2 | —   | 1–0 | 0–0 | 2–1 | 2–2 | 1–2 | 2–1 | 1–1 |
| Mioveni                                    | 1–0 | 0–1 | 0–1 | 1–1 | 0–1 | 0–2 | 0–2 | 0–0 | 2–0 | —   | 2–2 | 0–0 | 0–1 | 1–1 | 1–1 | 0–3 |
| FCU Craiova                                | 0–1 | 1–0 | 1–2 | 0–2 | 3–1 | 1–2 | 1–1 | 1–0 | 0–1 | 2–1 | —   | 1–0 | 5–0 | 1–0 | 1–1 | 2–1 |
| Rapid                                      | 3–1 | 2–1 | 2–2 | 2–0 | 2–1 | 1–1 | 0–1 | 1–1 | 2–0 | 2–1 | 1–2 | —   | 1–0 | 3–0 | 1–0 | 4–1 |
| U Cluj                                     | 0–1 | 1–1 | 1–1 | 2–1 | 1–2 | 2–0 | 1–0 | 2–0 | 1–0 | 2–2 | 1–1 | 0–0 | —   | 0–1 | 0–0 | 2–1 |
| Sepsi                                      | 2–0 | 4–0 | 0–1 | 0–1 | 2–2 | 0–1 | 2–1 | 7–0 | 2–2 | 0–1 | 4–0 | 1–2 | 2–1 | —   | 0–0 | 1–1 |
| UTA Arad                                   | 2–0 | 0–1 | 1–2 | 3–1 | 1–1 | 0–1 | 1–2 | 3–1 | 1–1 | 1–2 | 2–1 | 1–1 | 2–1 | 1–4 | —   | 1–1 |
| Voluntari                                  | 0–1 | 0–0 | 1–0 | 1–2 | 0–1 | 1–1 | 3–0 | 0–1 | 0–3 | 3–1 | 1–0 | 0–1 | 0–0 | 0–0 | 3–0 | —   |
| Câștigă gazdele; Remiză; Câștigă oaspeții. |     |     |     |     |     |     |     |     |     |     |     |     |     |     |     |     |

### Clasamentul sezonului regular
| Loc | Echipă       | Pct. | MJ | V  | E  | Î  | GM | GP | DG  | Calificare             |
| --- | ------------ | ---- | -- | -- | -- | -- | -- | -- | --- | ---------------------- |
| 1.  | FCV Farul    | 64   | 30 | 19 | 7  | 4  | 54 | 28 | +26 | Calificare în Play-off |
| 2.  | CFR Cluj     | 63   | 30 | 20 | 3  | 7  | 54 | 28 | +26 | Calificare în Play-off |
| 3.  | FCSB         | 57   | 30 | 17 | 6  | 7  | 51 | 35 | +16 | Calificare în Play-off |
| 4.  | CSU Craiova  | 54   | 30 | 16 | 6  | 8  | 37 | 27 | +10 | Calificare în Play-off |
| 5.  | Rapid        | 52   | 30 | 15 | 7  | 8  | 40 | 26 | +14 | Calificare în Play-off |
| 6.  | Sepsi        | 42   | 30 | 11 | 9  | 10 | 47 | 30 | +17 | Calificare în Play-off |
| 7.  | FCU Craiova  | 40   | 30 | 11 | 7  | 12 | 34 | 33 | +1  | Calificare în Play-out |
| 8.  | Petrolul     | 36   | 30 | 11 | 3  | 16 | 28 | 44 | −16 | Calificare în Play-out |
| 9.  | U Cluj       | 34   | 30 | 8  | 10 | 12 | 25 | 37 | −12 | Calificare în Play-out |
| 10. | Voluntari    | 34   | 30 | 8  | 10 | 12 | 28 | 32 | −4  | Calificare în Play-out |
| 11. | Botoșani     | 32   | 30 | 7  | 11 | 12 | 29 | 44 | −15 | Calificare în Play-out |
| 12. | Chindia      | 32   | 30 | 7  | 11 | 12 | 32 | 42 | −10 | Calificare în Play-out |
| 13. | Hermannstadt | 32   | 30 | 11 | 8  | 11 | 30 | 29 | +1  | Calificare în Play-out |
| 14. | Argeș        | 27   | 30 | 6  | 9  | 15 | 21 | 41 | −20 | Calificare în Play-out |
| 15. | UTA Arad     | 27   | 30 | 6  | 9  | 15 | 29 | 41 | −12 | Calificare în Play-out |
| 16. | Mioveni      | 22   | 30 | 4  | 10 | 16 | 23 | 45 | −22 | Calificare în Play-out |

1. ↑  Meciul Sepsi Sfântu Gheorghe vs. FC Universitatea 1948, contând pentru etapa a XXIII-a, a fost abandonat în minutul 26 din cauza scandărilor xenofobe ale suporterilor craioveni asupra fanilor locali de majoritate maghiară.[65] Inițial, rezultatul meciului a fost stabilit la Comisia de Disciplină a Federației Române de Fotbal, acesta fiind 3-0 la masa verde pentru gazde.[66] Ulterior, la Comisia de Recurs s-a decis rejucarea partidei din minutul 0.[67]
2. 1 2  UCJ 2-1 VOL; VOL 0-0 UCJ
3. 1 2 3  BOT: 6 pct; CHI: 5 pct; HER: 3 pct.
4. ↑  FC Hermannstadt a fost depunctată cu 9 puncte din cauza datoriilor financiare.[68]
5. 1 2  ARG 2-0 UTA; UTA 0-1 ARG

## Play-off
Primele șase echipe din sezonul regular s-au întâlnit de două ori (10 meciuri pe echipă) pentru locuri în Liga Campionilor 2023-2024 și UEFA Europa Conference League 2023-2024, precum și pentru a decide campioana ligii. Punctele realizate în sezonul regular s-au înjumătățit în faza play-off-ului.

### Echipele calificate
| Loc | Echipa      | Pct. |
| --- | ----------- | ---- |
| 1   | FCV Farul   | 32   |
| 2   | CFR Cluj    | 32*  |
| 3   | FCSB        | 29*  |
| 4   | CSU Craiova | 27   |
| 5   | Rapid       | 26   |
| 6   | Sepsi       | 21   |

Notă
(*) - Au beneficiat de rotunjire prin adaos.

### Clasamentul play-off-ului
| Loc | Echipă        | Pct. | MJ | V | E | Î | GM | GP | DG  |  | FAR | FCS | CFR | UCV | RAP | SPS |
| --- | ------------- | ---- | -- | - | - | - | -- | -- | --- |  | --- | --- | --- | --- | --- | --- |
| 1. | FCV Farul (C) | 53   | 10 | 6 | 3 | 1 | 24 | 13 | +11 |  | —   | 3–2 | 1–0 | 3–2 | 7–2 | 2–1 |
| 2. | FCSB          | 46   | 10 | 5 | 2 | 3 | 15 | 15 | 0   |  | 2–1 | —   | 1–0 | 1–1 | 1–5 | 3–1 |
| 3. | CFR Cluj (W)  | 42   | 10 | 2 | 4 | 4 | 11 | 14 | −3  |  | 1–2 | 1–1 | —   | 1–1 | 2–2 | 2–1 |
| 4. | CSU Craiova   | 40   | 10 | 3 | 4 | 3 | 15 | 14 | +1  |  | 1–1 | 1–2 | 2–1 | —   | 3–1 | 0–1 |
| 5. | Rapid         | 38   | 10 | 3 | 3 | 4 | 17 | 20 | −3  |  | 1–1 | 1–0 | 3–1 | 2–3 | —   | 0–0 |
| 6. | Sepsi         | 29   | 10 | 2 | 2 | 6 | 10 | 14 | −4  |  | 1–1 | 1–2 | 1–2 | 1–2 | 2–0 | —   |
| Legendă: Locul 1: Liga Campionilor 2023-24 Turul I Locurile 2, 6: Conference League 2023-24 Turul II Locul 3: Baraj pentru Conference League |               |      |    |   |   |   |    |    |     |  |     |     |     |     |     |     |

1. ↑  Sepsi OSK s-a calificat în turul II preliminar al UEFA Europa Conference League 2023-2024 deoarece a câștigat Cupa României 2022-2023.

| Câștigătorii SuperLigii României ediția 2022/2023 |
| ------------------------------------------------- |
| Farul Constanța Al doilea titlu                   |

## Lider
- Notă: Această cronologie arată diferența de puncte dintre lider și locul 2 pe etape.

## Play-out
Restul de zece echipe din sezonul regular s-au întâlnit o singură dată (9 meciuri pe echipă) pentru evitarea de la retrogradare. Punctele realizate în sezonul regular s-au înjumătățit în faza play-out-ului.

### Echipele calificate
| Loc | Echipa       | Pct. |
| --- | ------------ | ---- |
| 1   | FCU Craiova  | 20   |
| 2   | Petrolul     | 18   |
| 3   | U Cluj       | 17   |
| 4   | Voluntari    | 17   |
| 5   | Botoșani     | 16   |
| 6   | Chindia      | 16   |
| 7   | Hermannstadt | 16   |
| 8   | Argeș        | 14*  |
| 9   | UTA Arad     | 14*  |
| 10  | Mioveni      | 11   |

Notă
(*) - Au beneficiat de rotunjire prin adaos.

### Clasamentul play-out-ului
| Loc | Echipă          | Pct. | MJ | V | E | Î | GM | GP | DG  |  | FCU | PET | VOL | UCJ | BOT | HER | UTA | ARG | CHI | MIO |
| --- | --------------- | ---- | -- | - | - | - | -- | -- | --- |  | --- | --- | --- | --- | --- | --- | --- | --- | --- | --- |
| 1. | FCU Craiova (L) | 36   | 9  | 4 | 4 | 1 | 13 | 7  | +6  |  |     | 0–1 | 3–3 |     |     |     |     | 2–1 | 1–0 | 3–0 |
| 2. | Petrolul        | 34   | 9  | 5 | 1 | 3 | 9  | 9  | 0   |  |     |     |     | 0–2 | 1–0 | 0–1 | 1–0 |     |     | 2–0 |
| 3. | Voluntari (L)   | 34   | 9  | 4 | 5 | 0 | 17 | 11 | +6  |  |     | 2–2 |     |     | 2–0 | 1–1 | 1–1 |     |     | 1–0 |
| 4. | U Cluj          | 33   | 9  | 5 | 1 | 3 | 12 | 9  | +3  |  | 1–3 |     | 2–3 |     |     |     |     | 2–0 | 2–0 | 1–0 |
| 5. | Botoșani        | 31   | 9  | 4 | 3 | 2 | 10 | 5  | +5  |  | 0–0 |     |     | 0–0 |     |     |     | 1–0 | 1–0 | 5–1 |
| 6. | Hermannstadt    | 31   | 9  | 4 | 3 | 2 | 10 | 7  | +3  |  | 0–0 |     |     | 1–2 | 1–1 |     |     | 2–1 |     |     |
| 7. | UTA Arad (W)    | 26   | 9  | 3 | 3 | 3 | 10 | 9  | +1  |  | 1–1 |     |     | 2–0 | 0–2 | 1–0 |     |     |     |     |
| 8. | Argeș (L, R)    | 24   | 9  | 3 | 1 | 5 | 10 | 11 | −1  |  |     | 3–0 | 0–2 |     |     |     | 2–2 |     | 1–0 |     |
| 9. | Chindia (R)     | 23   | 9  | 2 | 1 | 6 | 7  | 12 | −5  |  |     | 1–2 | 2–2 |     |     | 1–2 | 2–1 |     |     |     |
| 10. | Mioveni (R)     | 11   | 9  | 0 | 0 | 9 | 1  | 19 | −18 |  |     |     |     |     |     | 0–2 | 0–2 | 0–2 | 0–1 |     |
| Legendă: Locurile 1, 3: Baraj pentru Conference League Locurile 7, 8: Baraj de promovare/menținere în SuperLigă Locurile 9, 10: Retrogradare în Liga a II-a |                 |      |    |   |   |   |    |    |     |  |     |     |     |     |     |     |     |     |     |     |

1. 1 2 3 4 5 6  Argeș Pitești, Chindia Târgoviște, Hermannstadt, Mioveni, Petrolul Ploiești și  Universitatea Cluj nu au primit licența pentru sezonul următor al cupelor europene.[70]

## Barajul pentru UEFA Europa Conference League
Echipele clasate la finalul play-out-ului pe locurile 1 și 2 au disputat un joc de baraj într-o singură manșă, pe terenul echipei mai bine clasate. Învingătoarea a disputat ulterior un joc de baraj într-o singură manșă cu echipa situată în clasamentul play-off-ului pe ultimul loc care a asigurat participarea în competițiile europene intercluburi în sezonul următor, iar învingătoarea din acest ultim joc de baraj va participa în competiția europeană intercluburi UEFA Europa Conference League 2023-2024.
|  | Semifinala         | Semifinala |                 |   | Finala | Finala |
|  |                    |            |                 |   |        |        |
|  |                    |            |                 |   |        |        |
|  |                    |            |                 |   |        |        |
|  | FCU Craiova (l.d.) | 3          |                 |   |        |        |
|  | FCU Craiova (l.d.) | 3          |                 |   |        |        |
|  | Voluntari          | 3          |                 |   |        |        |
|  | Voluntari          | 3          | CFR Cluj (d.p.) | 1 |        |        |
|  |                    |            | CFR Cluj (d.p.) | 1 |        |        |
|  |                    |            | FCU Craiova     | 0 |        |        |
|  |                    |            | FCU Craiova     | 0 |        |        |
|  |                    |            |                 |   |        |        |
|  |                    |            |                 |   |        |        |
|  |                    |            |                 |   |        |        |

Semifinala
| FCU Craiova                                         | 3 – 3 (d.p.) | Voluntari                                                           |
| --------------------------------------------------- | ------------ | ------------------------------------------------------------------- |
| Chițu 36', 63' Baeten 60'                           |              | 78' Aliji · 61' 83' Aliji · 85' (pen.) Sigurjónsson · 90+7' Dumiter |
| Duarte · Baeten · Asamoah · Sidibe · Zanfir · Ganea | 5 – 4        | Sigurjónsson · Răduț · Armaș · Matricardi · Dumiter · Paz           |

Finala
| CFR Cluj     | 1 – 0 (d.p.) | FCU Craiova                        |
| ------------ | ------------ | ---------------------------------- |
| Kolinger 97' |              | 53' 68' Bauza · 105+1' Huyghebaert |

## Barajele de promovare/menținere în SuperLigă
Barajele pentru deciderea ultimelor două echipe din sezonul 2023-2024 al primei ligi naționale s-au disputat între ocupanta locului 7 din play-out-ul SuperLigii și ocupanta locului 5 din Liga a II-a, respectiv ocupanta locului 8 din play-out-ul SuperLigii și ocupanta locului 3 din Liga a II-a.
| Echipa 1     | Scor gen. | Echipa 2 | Tur   | Retur |
| ------------ | --------- | -------- | ----- | ----- |
| Gloria Buzău | 1 – 5     | UTA Arad | 0 – 0 | 1 – 5 |
| Dinamo       | 8 – 5     | Argeș    | 6 – 1 | 2 – 4 |

Tur
| Gloria Buzău | 0 – 0 | UTA Arad |
| ------------ | ----- | -------- |
|              |       |          |

| Dinamo                                                      | 6 – 1 | Argeș                        |
| ----------------------------------------------------------- | ----- | ---------------------------- |
| Bena 15' Larrucea 24' Pop 28' Ghezali 40', 62' Iglesias 56' |       | 55' Zebić · 23' 64' Koubemba |

Retur
| Argeș                                                      | 4 – 2 | Dinamo              |
| ---------------------------------------------------------- | ----- | ------------------- |
| Tofan 14' · Jakoliš 15' · Garita 47', 51' · Calcan 25' 55' |       | 40' Ghezali 60' Pop |

| UTA Arad                                        | 5 – 1 | Gloria Buzău  |
| ----------------------------------------------- | ----- | ------------- |
| Postolachi 16', 80' Chindriș 49', 65' Otele 89' |       | 68' Alexandru |

## Statistici

### Clasament total
Acesta este un clasament neoficial cu toate punctele adunate de fiecare echipă în acest sezon, sezon regular + play-off/play-out.
| Loc | Echipă       | Pct. | MJ | V  | E  | Î  | GM | GP | DG  | A evoluat în |
| --- | ------------ | ---- | -- | -- | -- | -- | -- | -- | --- | ------------ |
| 1.  | FCV Farul    | 85   | 40 | 25 | 10 | 5  | 76 | 41 | +35 | Play-off     |
| 2.  | FCSB         | 74   | 40 | 22 | 8  | 10 | 66 | 50 | +16 | Play-off     |
| 3.  | CFR Cluj     | 73   | 40 | 22 | 7  | 11 | 65 | 42 | +23 | Play-off     |
| 4.  | CSU Craiova  | 67   | 40 | 19 | 10 | 11 | 52 | 41 | +11 | Play-off     |
| 5.  | Rapid        | 64   | 40 | 18 | 10 | 12 | 57 | 46 | +11 | Play-off     |
| 6.  | Sepsi        | 50   | 40 | 13 | 11 | 16 | 57 | 44 | +13 | Play-off     |
| 7.  | FCU Craiova  | 56   | 39 | 15 | 11 | 13 | 47 | 40 | +7  | Play-out     |
| 8.  | Hermannstadt | 56   | 39 | 15 | 11 | 13 | 40 | 36 | +4  | Play-out     |
| 9.  | Petrolul     | 52   | 39 | 16 | 4  | 19 | 37 | 53 | −16 | Play-out     |
| 10. | Voluntari    | 51   | 39 | 12 | 15 | 12 | 45 | 43 | +2  | Play-out     |
| 11. | U Cluj       | 50   | 39 | 13 | 11 | 15 | 37 | 46 | −9  | Play-out     |
| 12. | Botoșani     | 47   | 39 | 11 | 14 | 14 | 39 | 49 | −10 | Play-out     |
| 13. | UTA Arad     | 39   | 39 | 9  | 12 | 18 | 39 | 50 | −11 | Play-out     |
| 14. | Chindia      | 39   | 39 | 9  | 12 | 18 | 39 | 54 | −15 | Play-out     |
| 15. | Argeș        | 37   | 39 | 9  | 10 | 20 | 31 | 52 | −21 | Play-out     |
| 16. | Mioveni      | 22   | 39 | 4  | 10 | 25 | 24 | 64 | −40 | Play-out     |

### Goluri marcate pe etapă
Aceste grafice arată numărul de goluri marcate în fiecare etapă.

#### În sezonul regular
8 meciuri pe etapă.
| 3 meciuri pe etapă. | 5 meciuri pe etapă. |

### Clasamentul marcatorilor
| Loc    | Jucător          | Club                     | Goluri |
| ------ | ---------------- | ------------------------ | ------ |
| 1      | Marko Dugandžić  | CFR Cluj (1), Rapid (21) | 22     |
| 2      | Andrea Compagno  | FCU 1948 (7), FCSB (13)  | 20     |
| 3      | Sebastian Mailat | Botoșani                 | 16     |
| 4      | Daniel Paraschiv | Hermannstadt             | 14     |
| 4      | Denis Alibec     | Farul                    | 14     |
| 4      | Andrei Ivan      | Universitatea Craiova    | 14     |
| Sursa: |                  |                          |        |

### Disciplină
- Cele mai multe cartonașe galbene: 11[73]
  -  Idriz Batha (UTA Arad)
  -  Paul Papp (Petrolul Ploiești)
  -  Raul Opruț (Hermannstadt)
  -  Ulrich Meleke (Voluntari)
- Cele mai multe cartonașe roșii: 4[74]
  -  Christian Irobiso (Petrolul Ploiești)

## Premii

### Premii lunare
Ambele premii au fost acordate de Gazeta Sporturilor.
| Luna       | Antrenorul lunii   | Antrenorul lunii | Jucătorul lunii   | Jucătorul lunii    | Referințe     |
| Luna       | Antrenor           | Club             | Jucător           | Club               | Referințe     |
| ---------- | ------------------ | ---------------- | ----------------- | ------------------ | ------------- |
| Iulie      | Cristiano Bergodi  | Sepsi OSK        | Marius Ștefănescu | Sepsi OSK          | [ 75 ] [ 76 ] |
| August     | Gheorghe Hagi      | Farul Constanța  | Andrea Compagno   | FCU 1948           | [ 77 ] [ 78 ] |
| Septembrie | Marius Măldărășanu | Hermannstadt     | Baba Alhassan     | Hermannstadt       | [ 79 ] [ 80 ] |
| Octombrie  | Gheorghe Hagi      | Farul Constanța  | Doru Popadiuc     | Chindia Târgoviște | [ 81 ] [ 82 ] |
| Februarie  | Gheorghe Hagi      | Farul Constanța  | Malcom Edjouma    | FCSB               | [ 83 ] [ 84 ] |
| Martie     | Dan Petrescu       | CFR Cluj         | Adrian Mazilu     | Farul Constanța    | [ 85 ] [ 86 ] |
| Aprilie    | Gheorghe Hagi      | Farul Constanța  | Florinel Coman    | FCSB               | [ 87 ]        |
| Mai        | Gheorghe Hagi      | Farul Constanța  | Tudor Băluță      | Farul Constanța    | [ 88 ] [ 89 ] |

### Echipa sezonului
Sursa:
| Portar                                    | Marian Aioani (Farul Constanța)   | Marian Aioani (Farul Constanța)   | Marian Aioani (Farul Constanța) | Marian Aioani (Farul Constanța) |
| Fundași                                   | Cristian Manea (CFR Cluj)         | Yuri Matias (CFR Cluj)            | Ionuț Larie (Farul Constanța)   | Andrei Borza (Farul Constanța)  |
| Mijlocași                                 | Ciprian Deac (CFR Cluj)           | Adrian Șut (FCSB)                 | Tudor Băluță (Farul Constanța)  | Florinel Coman (FCSB)           |
| Atacanți                                  | Marko Dugandžić (Rapid București) | Marko Dugandžić (Rapid București) | Denis Alibec (Farul Constanța)  | Denis Alibec (Farul Constanța)  |
| Antrenor: Gheorghe Hagi (Farul Constanța) |                                   |                                   |                                 |                                 |

## Legături externe
- Site web oficial